# كروتيه (أين)
كروتيه (بالفرنسية: Crottet)‏ هي بلدية فرنسية تقع في إقليم الأين في فرنسا. رمز إنسي لها هو:1134. أما الرمز البريدي لها فهو: 1290.